# Luddglim
Luddglim (Silene bellidifolia) är en nejlikväxtart som beskrevs av Nikolaus Joseph von Jacquin. Luddglim ingår i släktet glimmar, och familjen nejlikväxter. Arten förekommer tillfälligt i Sverige, men reproducerar sig inte.